# ルクレティアとタルクィニウス (ジョルダーノ)
『ルクレティアとタルクィニウス』（伊: Lucrezia e Tarquinio、英: Lucretia and Tarquin）は、バロック期のナポリ派の巨匠ルカ・ジョルダーノが1663年にキャンバス上に油彩で制作した絵画である。古代ローマの著述家ティトゥス・リウィウスとオウィディウスによって記述されるセクストゥス・タルクィニウスによるルクレティアへの伝説的な性的暴行を描いている。作品は現在、ナポリのカポディモンテ美術館に所蔵されている (目録番号 Q 1678)。

## 歴史

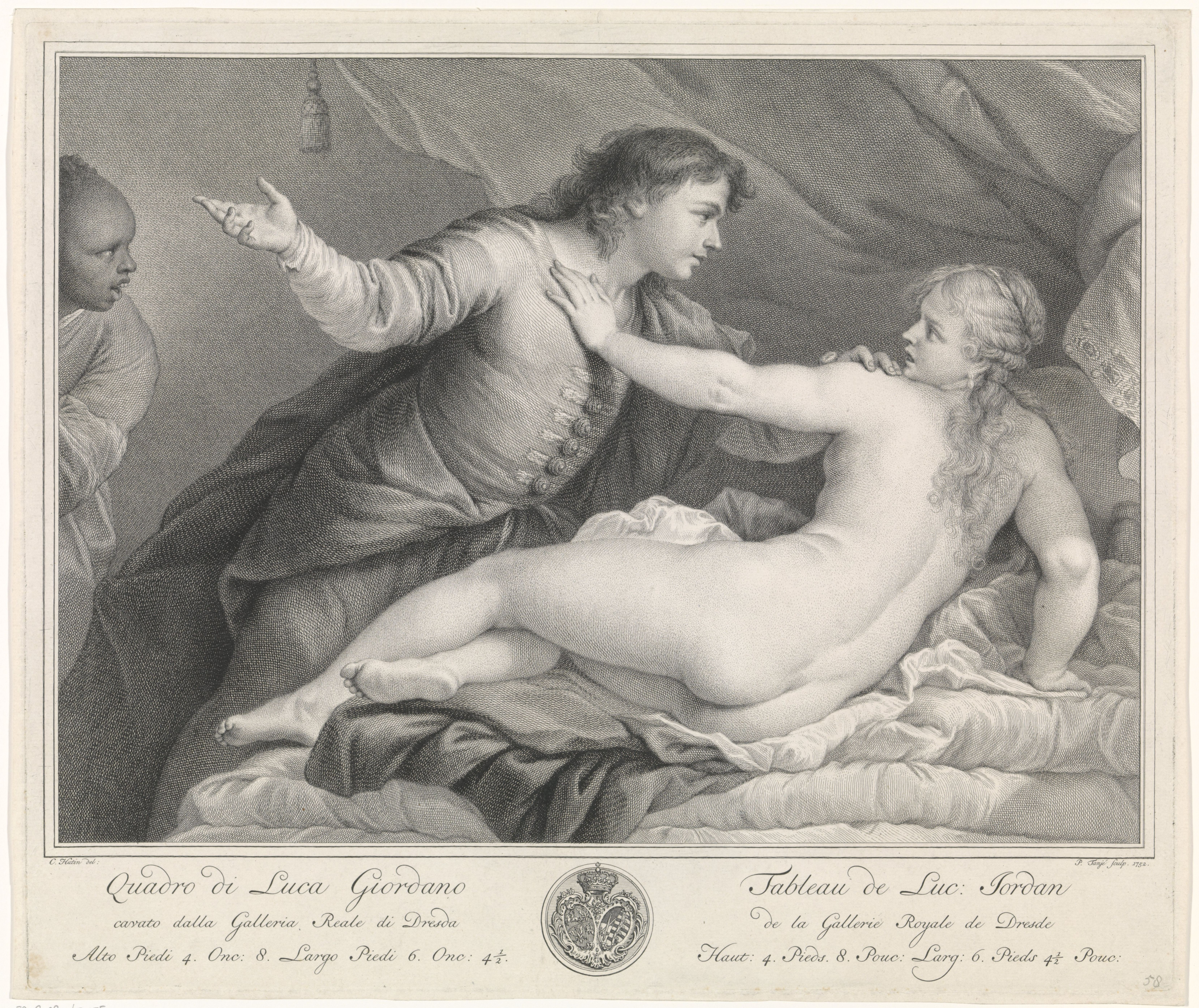
P.タニェ (P. Tanjé) による版画

本作は、第13代ヴァスト侯爵アルフォンソ・ダヴァロス (Alfonso d'Avalos) がカポディモンテ美術館に遺贈した一家のコレクションに含まれていたものである。本作、または本作に非常に類似した絵画がかつてドレスデンのアルテ・マイスター絵画館にあり、ピーテル・タニェにより版画化された。

## 作品
王制ローマの末期、王の息子セクストゥス・タルクィニウスに暴行されたルクレティアの物語は、古代ローマ初期の歴史の中でもっともよく知られたものの1つである。専制的な王の粗暴な息子のタルクィニウスは、貞節な妻ルクレティアに拒絶すれば彼女と召使を殺し、後で彼女と召使が不倫をしているところを見つけたと主張すると脅し、彼に従うことを強要した。このような不名誉を防ぐためにルクレティアはタルクィニウスにされるままになったが、後にこの出来事を語り、復讐を求めた。彼女は自分の心の潔白を証明するために剣で胸元を突き刺し、自害した。このことをきっかけに王制ローマは終わりを迎えることとなり、共和制ローマに移行する。
金髪のルクレティアは裸体でソファ、またはベッドの上に横たわり、鑑賞者に背を向けている。タルクィニウスは片手を彼女の肩に載せ、もう一方の手で左側にいる黒人の召使のほうを指している 。

## 関連作品
パリのルーヴル美術館の保管庫には、『ルクレティアとタルクィニウス』という題名の、1600-1625年の制作と見られるジョルダーノ工房の非常に異なった作品がある。かつてルイ・ラ・カーズ (1798–1869年) のコレクションにあった作品で、ルーヴル美術館に遺贈されたものである。さらに別の同主題作が個人蔵となっている。